# 054型フリゲート
054型フリゲート（054がたフリゲート、英語: Type 054 frigate、中: 054型导弹护卫舰）は、中国人民解放軍海軍のフリゲートの艦級。NATOコードネームは江凱I型フリゲート。
ステルス性を考慮した新設計の艦体に、西側諸国やロシアの技術を導入した兵装を搭載している。前世代の江衛型フリゲートと比べて1,000トン以上大型化しており、航洋性も大きく向上したほか、対空・対潜・対水上艦にバランスの取れた兵装を備えて汎用性が高い。

## 来歴
中国海軍は、1990年代初頭よりフリゲートの小規模な近代化に着手した。まず053H2G型（江衛I型）が建造されたものの、国産の個艦防空ミサイルの成績が芳しくなかったことから2隻で打ち止めとなり、フランス製品の山寨版に変更した053H3型（江衛II型）に移行した。こちらは実用性が高いと評価され、10隻が建造された。
しかしこの時期、中国海軍は外洋進出を志向しており、同型の航洋性能では不足があった。このことから、まず新設計の大型の船体に053H3型（江衛II型）と同様の兵装を組み合わせた概念実証モデルとして054型（江凱I型）が建造されて、2005年から2006年にかけて就役した。

## 設計
054型の設計は従来の江衛型と比して大きく刷新され、日本の『世界の艦船』誌は、「中国の水上戦闘艦の中では、最も洗練された外見」と評した。これは輸出用のF-16U型フリゲートの開発経験を踏まえたものといわれており、この結果、中国海軍のフリゲートとして初のステルス艦となった。「中国版ラファイエット級フリゲート」とも評されるが、艤装への配慮が不徹底な部分があり、ステルス性の面でラファイエット級には劣っている。なお設計主任を担った徐青技師は、後に055型駆逐艦の設計にも携わった。
中国のフリゲートは新しくなるにつれて大型化を重ねてきたが、本型は、その流れを更に上回って相当に大型化した。また幅広の船型を採用しており、L/B比は、従来のフリゲートでは9.5-9.2程度であったのに対し、054型では約8.8となった。船型は中央船楼型である。レーダー反射断面積（RCS）低減のため、上部構造物外壁には傾斜が付されており、艦首から艦尾まで全通するナックル・ラインを設け、艦首にはブルワークが付されている。
CODADという組み合わせ機関の方式は江衛型と同様だが、機種はフランス製のSEMT ピルスティク16PA6-V280-STC 高速V型16気筒ディーゼルエンジンに変更された。PA6シリーズは先行する江滬型フリゲートでも採用実績があったが、本型ではフランス海軍のラファイエット級フリゲートと同構成となっており、主機の防振・防音に関する技術が導入されたといわれている。また上記のRCS低減策についても、ラファイエット級との類似性が指摘されている。

## 装備

### C4ISR
戦術情報処理装置としてはZKJ-4B/6が搭載された。これはフランスのトムソンCSF（Thomson-CSF）社（現 タレス社）のTAVITAC（旧称 Vega III）を元にした山寨版とされており、中国海軍では051G型（旅大III型）を皮切りに、1990年代に建造・改修された中国海軍の駆逐艦で標準的な装備となっていた。また戦術データ・リンク装置としては、やはり中国海軍で標準的なHN-900を搭載しているが、これはイタリアのIPN-10の山寨版とされている。
レーダーとしては、053H3型（江衛II型）と同じ360型対空・対水上捜索レーダーを前檣上に設置するとともに、マックに似た構造の後檣上には364型レーダーがレドームに収容されて搭載されている。ソナーとしては中周波数の探信儀を搭載する。

### 武器システム
兵装は従来の中国水上戦闘艦と同様である。
対空兵器のうち、個艦防空ミサイル・システムは053H3型（江衛II型）をおおむね踏襲しており、フランス製のクロタル・システムの山寨版であるHHQ-7個艦防空ミサイル・システムを搭載し、カストールIIC CTMの山寨版である345型（MR35）レーダーによる射撃指揮を受ける。一方、CIWSについては、江衛型など1990年代の中国軍艦で広く採用されてきた76式37mm連装機関砲を用いたダルド・システムに代えて、30mm口径のガトリング砲を用いたAK-630が搭載されており、射撃指揮には347G型レーダーが用いられる。なおHHQ-7については就役直後から陳腐化が指摘されており、後にHHQ-10に換装された、
対艦兵器も江衛II型（053H3型）と同じくYJ-83（C-802）艦対艦ミサイルを4連装発射筒 2基に収容して搭載し、射撃指揮には344型レーダーが用いられる。
艦砲としては、フランスのクルゾー・ロワール社製の100mmコンパクト砲の山寨版であるH/PJ-87 55口径100mm単装砲を主砲として1基搭載した。射撃指揮装置としては、艦対艦ミサイル（SSM）と兼用で344型レーダーが用いられた。
対潜兵器としては、従来通りの87式 6連装対潜ロケット発射機に加えてB515 3連装短魚雷発射管を搭載しており、ここからYu-7短魚雷を発射することができる。

### 電子戦
本型の電子戦装置はニュートン・ベータ電波探知妨害装置の中国版を中核としている。これは、イタリアのエレトロニカ社のニュートン・シリーズの小型艦（250〜1,000トン）向けバージョンであり、ELT-211電波探知装置、ELT-318電波妨害装置（ノイズ・ジャミング用）、ELT-521電波妨害装置（欺瞞用）によって構成されている。中国では、1985年に第723研究所（揚州船用電子儀器研究所）によってHZ-100として山寨化され、中国海軍では053H2型 (江滬III型)などに搭載されていた。またこれに加えて、922-1型レーダー警報受信機も併載されている。
なお、船体中部両舷に各1基が設置された726-4型18連装ロケットランチャーは、デコイの投射用にも用いられると考えられている。

### 航空機
艦載ヘリコプターとしては、国産のZ-9C（またはロシア製のKa-28）哨戒ヘリコプターを1機搭載する。
ヘリコプター甲板には着艦拘束装置が設置されており、ハープーン・グリッド・システムが採用されている。

## 同型艦一覧
| #   | 艦名               | 造船所           | 進水            | 就役           | 配備先   |
| --- | ------------------ | ---------------- | --------------- | -------------- | -------- |
| 525 | 馬鞍山 (Ma'anshan) | 滬東中華造船     | 2003年 9月11日  | 2005年 2月18日 | 東海艦隊 |
| 526 | 温州 (Wenzhou)     | 広州中船黄埔造船 | 2003年 11月30日 | 2005年 9月26日 | 東海艦隊 |

## 輸出型
パキスタン海軍に4隻が納入予定。建造は上海の滬東中華造船が担当し、1隻の価格は3億4,800万ドルとされる。
2017年12月に2隻の054AP型フリゲートを契約。さらに2018年6月に2隻の追加契約が行われた。船体や機関は054A型を踏襲しているが、兵装やレーダーの一部が変更されており、この導入によりパキスタン海軍は対空能力を大幅に強化できるとされている。 2021年1月時点で2隻が進水、年中に1番艦が引き渡される予定である。

## 登場作品

### 小説
『天空の富嶽』
「馬鞍山」が登場。航空母艦「天安」（旧「ヴァリャーグ」）を護衛するも、F-1の80式空対艦誘導弾1発が艦橋に命中したことで半身不随となり、F/A-18E改のレーザー誘導爆弾で「天安」や他の護衛艦艇共々撃沈する。